# Planocephalosaurus
Planocephalosaurus (o planocefalosaurio) es un género extinto de reptiles diápsidos pertenecientes al Orden Sphenodontia (esfenodontos) que vivieron durante el Triásico en el Reino Unido. Planocephalosaurus fue uno de los primeros esfenodontos y tenía un gran parecido con el tuatara actual en relación con la morfología y fisiología. Fue mucho más pequeño, sólo 20 centímetros (7,9 pulgadas) de longitud. Otra diferencia es que los dientes del Planocephalosaurus están fusionados con el cartílago, a diferencia de los del tuatara. Se cree que se alimentaban de grandes invertebrados y pequeños vertebrados.